# Jean Chaufourier
Jean Chaufourier est un peintre, graveur, dessinateur paysagiste français, né à Paris en 1679 et mort à Saint-Germain-en-Laye le 28 novembre 1757.

## Biographie
Jean Chaufourier est le fils de Jean Chaufourier, officier du duc de La Rochefoucauld, et de Magdelaine Baillou.
Il a épousé le 5 avril (Jal) ou le 5 novembre (Herluison) 1703 Anne Edelinck (1677-1724), une  des filles du célèbre graveur Gérard Edelinck. Il a enseigné le dessin à Pierre-Jean Mariette. Anne Edelinck est morte le 22 octobre 1724. Sa sœur Marie-Madeleine était mariée à Grégoire Dupuis, marchand libraire. Jean Chaufourier s'est remarié avec Jeanne Nalis.
Pour le duc d'Antin, surintendant des Bâtiments, il a réalisé un recueil de vues et de plans de son château de Petit-Bourg. À sa demande, il a réalisé en 1720, un recueil des plans des châteaux et jardins en Versailles.
Il est désigné comme dessinateur du roi depuis 1730. Grâce à l'appui du duc d'Antin, protecteur de l'Académie royale de peinture et de sculpture, il est reçu professeur adjoint en perspective de l'Académie le 25 juin 1735. La mort du duc d'Antin, en 1736, lui a retiré l'appui qui lui a permis d'être introduit dans différentes académie royales dont il était, de droit, le protecteur. Après la mort de Louis de Boullogne, en 1733, il est nommé dessinateur de l'Académie royale des médailles et belles-lettres, mais, après la mort du duc d'Antin, le comte de Maurepas, nommé protecteur de cette Académie, lui a fait retirer la charge de dessinateur pour la donner à Bouchardon. Jean Chaufourier s'est alors retiré à Saint-Germain-en-Laye.

## Œuvres
- Collections du château de Versailles : Jean Chaufourier, Recueil des plans des châteaux et jardins en Versailles, 1720
- Collections du château de Versailles : Jean Chaufourier, Coupe et perspective intérieure de la Chapelle du château de Versailles
- Images d'art : Jean Chaufourier, Vue septentrionale de l'abbaye de Saint-Germain-des-Prés